# Museo Rockefeller

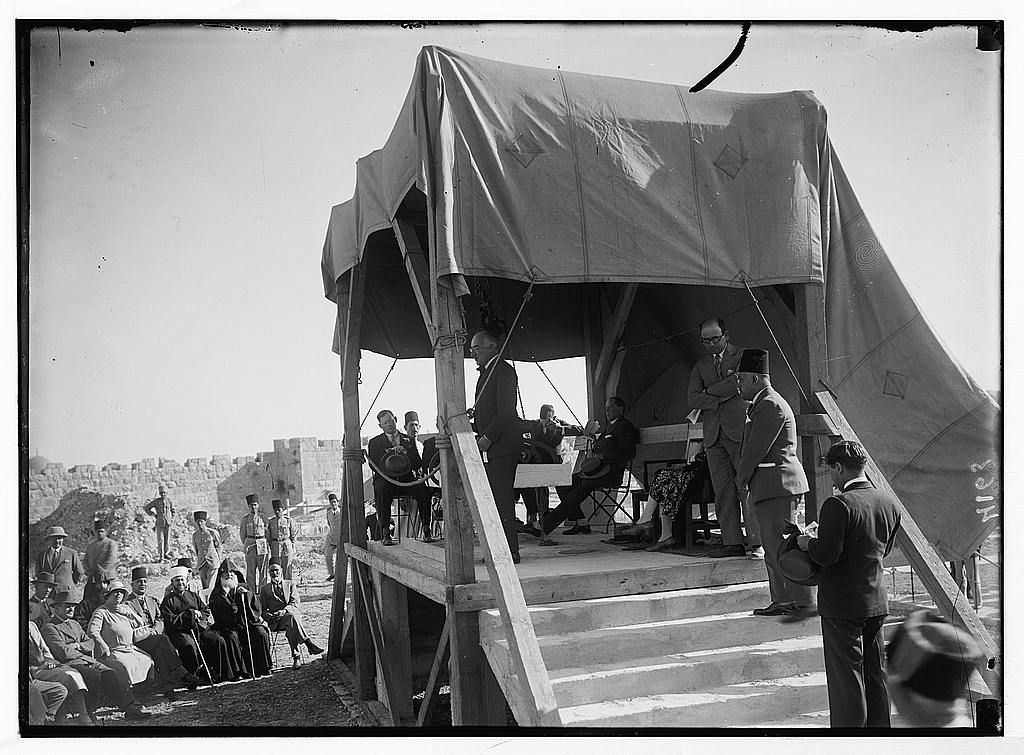
Colocación de la piedra angular del Museo Rockefeller.

El Museo Rockefeller (en hebreo: מוזיאון רוקפלר‎, Muzeon Rockefeller) es un museo arqueológico situado en Jerusalén Este, Israel, al otro lado de las murallas de la Ciudad Vieja de Jerusalén. El edificio fue construido de 1930 a 1938 por el arquitecto Austen Harrison y está situado en el n.º 27 de la calle Sultan Suleiman de Jerusalén.
El museo está bajo la administración del Museo de Israel y alberga la sede de la Autoridad de Antigüedades de Israel. Contiene una gran colección de piezas arqueológicas desenterradas en las excavaciones llevadas a cabo entre los años 1920 y 1967.

## Historia

### Preámbulos
En 1906 el Fondo Nacional Judío planificó la adquisición de una propiedad para albergar la Academia Bezalel de Arte y Artesanía. La escogida fue una residencia de dos pisos, que fue propiedad del jeque Muhammad al-Halili, muftí de Jerusalén en el siglo XVIII. En 1711 al-Halili construyó allí su casa de verano. Esta casa sigue en pie hoy en día, en el sector oeste del museo.
Esta residencia, conocida como Qasr el-Sheikh, fue una de las primeras estructuras que se levantaron fuera de los muros de la Ciudad Vieja de Jerusalén. Desde este edificio era posible mantener un buen panorama sobre los jardines y el bosque de olivos circundante y disfrutar del pintoresco paisaje. El primer piso aloja una prensa de aceitunas; el segundo piso era la planta residencial.
El fundador de la escuela, Boris Schatz imaginó un museo y universidad con vista al Monte del Templo, pero el proyecto no se llevó a cabo. En 1919 las autoridades del Mandato Británico de Palestina designaron el lugar para el museo arqueológico.
Tres museos arqueológicos existían en Jerusalén antes de que se construyese el museo Rockefeller: el museo Franciscano Bíblico, construido en 1920; el museo Griego Ortodoxo, construido en 1922; y el museo Islámico del Monte del Templo, establecido en 1923. Pero ninguno había sido construido expresamente como museo nacional. En 1919 Patrick Geddes sugirió que se estableciera un museo de antigüedades al noreste de la Ciudad Vieja, muy cerca del lugar que fue escogido casi 10 años después.
El Mandato Británico se interesó por el proyecto y hasta pensó recaudar una "tasa turística" al efecto en 1924. El establecimiento de un museo de antigüedades correspondía a un cambio de dirección de la política británica: ya no se iban a "exportar" las piezas de sus países de origen a museos europeos, sino que al menos algunos de los hallazgos que se consideraban parte del patrimonio nacional se expondrían localmente. Esta idea ya se llevaba a la práctica en otras colonias del Imperio Británico, incluyendo el Oriente Medio, donde se abrían centros dedicados a la actividad arqueológica, con oficinas para el Departamento de Antigüedades, salas de almacenamiento y un museo para exponer las piezas. En los primeros años de 1920, varias propuestas para la creación de un museo nacional fueron sometidas al Alto Comisionado Herbert Samuel, pero todas fueron rechazadas por falta de fondos.
En 1925, James Henry Breasted, fundador y director del Instituto Oriental de la Universidad de Chicago, apoyó la idea de que en Jerusalén era necesario un museo arqueológico para albergar los importantes hallazgos regionales.  Animado por el Alto Comisionado Lord Plumer, se aproximó al filántropo estadounidense John D. Rockefeller Jr., quien accedió a donar dos millones de dólares para el proyecto.

### La construcción del museo
El museo fue construido en la colina situada frente al sector noreste de la murallas de la Ciudad Vieja. El museo fue diseñado por el arquitecto Austen Harrison, Director del Departamento de Obras Públicas del Mandato Británico. El primer paso del arquitecto para preparar el diseño del anteproyecto del futuro museo, fue visitar museos de Europa. A su regreso al Mandato, estudió los edificios de la Ciudad Vieja de Jerusalén. Su objetivo era integrar los elementos arquitectónicos orientales y occidentales en un edificio de piedra caliza blanca.
De la tradición occidental, Harrison deriva el concepto de integración de varias alas de estructura única (aunque de las diferencias de altura entre estas alas se inspiró en los edificios de la Ciudad Vieja). Las salas de exposiciones fueron diseñadas para parecerse a una catedral, con altas ventanas que permitan la entrada de luz natural. Sus techos reflejan el espíritu del renacimiento europeo. La biblioteca es una reminiscencia de la arquitectura medieval.
De las tradiciones de oriente y locales, Harrison adoptó el uso de la piedra tallada y las técnicas de calado, las formas de las entradas, las cúpulas y techos abovedados. Los azulejos y la ebanistería, de Armenia.
Para la construcción de este edificio simétrico también se incorporaron las tendencias arquitectónicas contemporáneas en su diseño; resaltando funcionalidad, empleando formas geométricas, conservado decorativismo y se utilizó hormigón como material base para su construcción. Los pisos de corcho de las galerías, destinado a reducir el ruido, fueron una innovación para la época.
La piedra angular del nuevo museo fue colocada el 19 de junio de 1930, pero la construcción fue ralentizada por nuevos hallazgos arqueológicos, por problemas de seguridad y de tensión política, y por dificultades en traer las piedras de la cantera de la carretera de Jericó. A pesar de que el edificio fue terminado en 1935, la inauguración oficial, prevista para el 13 de enero de 1938, se canceló debido al asesinato del conocido arqueólogo James L. Starkey por un grupo de árabes armados en la vía que conduce de Beit Jibrin a Hebrón, en su camino a la ceremonia desde sus excavaciones en Laquis. Finalmente se abrió al público en mayo de ese mismo año con el nombre de Museo Arqueológico de Palestina, pero universalmente conocido como el actual Museo Rockefeller.

### Administración desde su apertura
El mismo año de su inauguración, la gestión y el funcionamiento del museo fueron establecidos legalmente por un reglamento de 14 artículos que se basaba en la Ley de Antigüedades de 1935. El 20 de abril de 1948, el Alto Comisionado Británico encargó la gestión del museo a un consejo internacional de 12 miembros: dos del Reino Unido, uno de Francia, dos nombrados por acuerdo mutuo entre Egipto, Siria, Líbano, Irak y Jordania, uno de la Universidad Hebrea de Jerusalén, uno de Suecia y dos de los Estados Unidos. El consejo internacional siguió asumiendo sus funciones durante la ocupación jordana de Jerusalén Este, hasta que en 1966 el gobierno de Jordania aprobó una ley que nacionalizaba unilateralmente el museo. Esta ley preveía también la constitución de un consejo consultativo de 15 miembros que eran arqueólogos o representantes de instituciones científicas: el director del Departamento Jordano de Antigüedades, el inspector de arqueología de Jerusalén, tres miembros del Departamento de Historia y Arqueología de la Universidad de Jordania, así como miembros de las escuelas de arqueología británicas, norteamericanas y francesas de Jerusalén. Al año siguiente, tras la Guerra de los Seis Días de 1967 y la anexión de Jerusalén Este por Israel, el museo fue ocupado y pasó a ser administrado por la Autoridad de Antigüedades de Israel, institución de la que sigue dependiendo en el siglo XXI.

## Tecnología de la construcción y elementos arquitectónicos

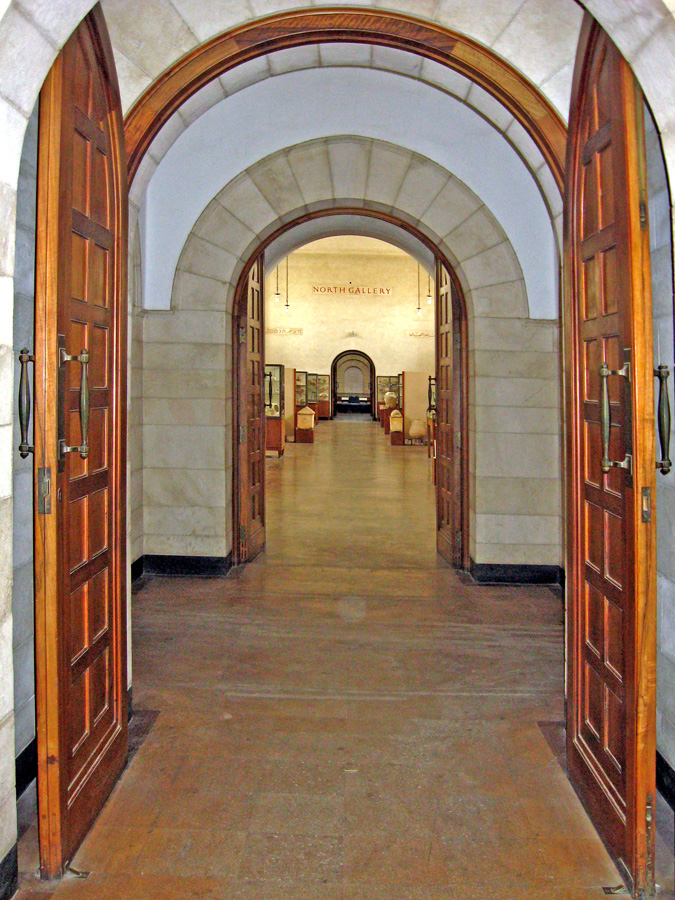
Vista interior del ala norte.

De acuerdo con las directrices de Harrison, partes del edificio —algunas de las bóvedas, el tallado de la piedra y las cisternas que suministran agua a la piscina central— fueron construidos usando técnicas tradicionales. Pero con la introducción de materiales modernos de la industria de la construcción local, y con el fin de dar un toque más moderno y añadir estabilidad (sobre todo después de un gran terremoto en 1927), las cúpulas sobre el vestíbulo y los techos de la galería se construyeron de hormigón armado. La atención al detalle y la excelente calidad de materiales y mano de obra hacen del Museo Rockefeller una de las mejores construcciones modernas de Israel.
La piedra
Harrison optó por construir un edificio en Taltish (en hebreo: תלטיש‎, Piedra Jerusalén), originario, probablemente, del camino que une Jerusalén con Jericó.
Mobiliario
Todas las puertas son de madera de nogal, importado de Turquía, cada uno de sus marcos arqueados ajustados a la medida exacta. Los marcos de metal de la ventana se produjeron en Inglaterra de acuerdo a los planos de Harrison, al igual que los otros objetos de metal: picaportes, cerraduras y celosías. Las altas puertas de la entrada principal (de unos 700 kg) fueron revestidos en chapa de cobre, ornamentada en el estilo decorativo del norte de África islámica.
Pisos y paredes
Harrison utilizó dos materiales para el revestimiento del interior del museo. En las galerías de techos altos, donde se necesitaba una solución acústica, Harrison montó pisos de corcho para amortiguar el ruido de los visitantes. En otros lugares, los pisos estaban revestidos con piedra caliza y mortero negro pulido. La mayoría de las paredes estaban cubiertas de perlita.
Iluminación
Como era la costumbre en muchos museos construidos en la primera mitad del siglo XX, la luz natural era la principal fuente de iluminación. Las amplias ventanas en lo alto de las paredes, protegen los objetos expuestos y a los visitantes de la luz solar directa. Grandes vidrios decorativos que integran la iluminación, cuelgan sólo en el vestíbulo y las galerías del octágono.

### Descripción del museo

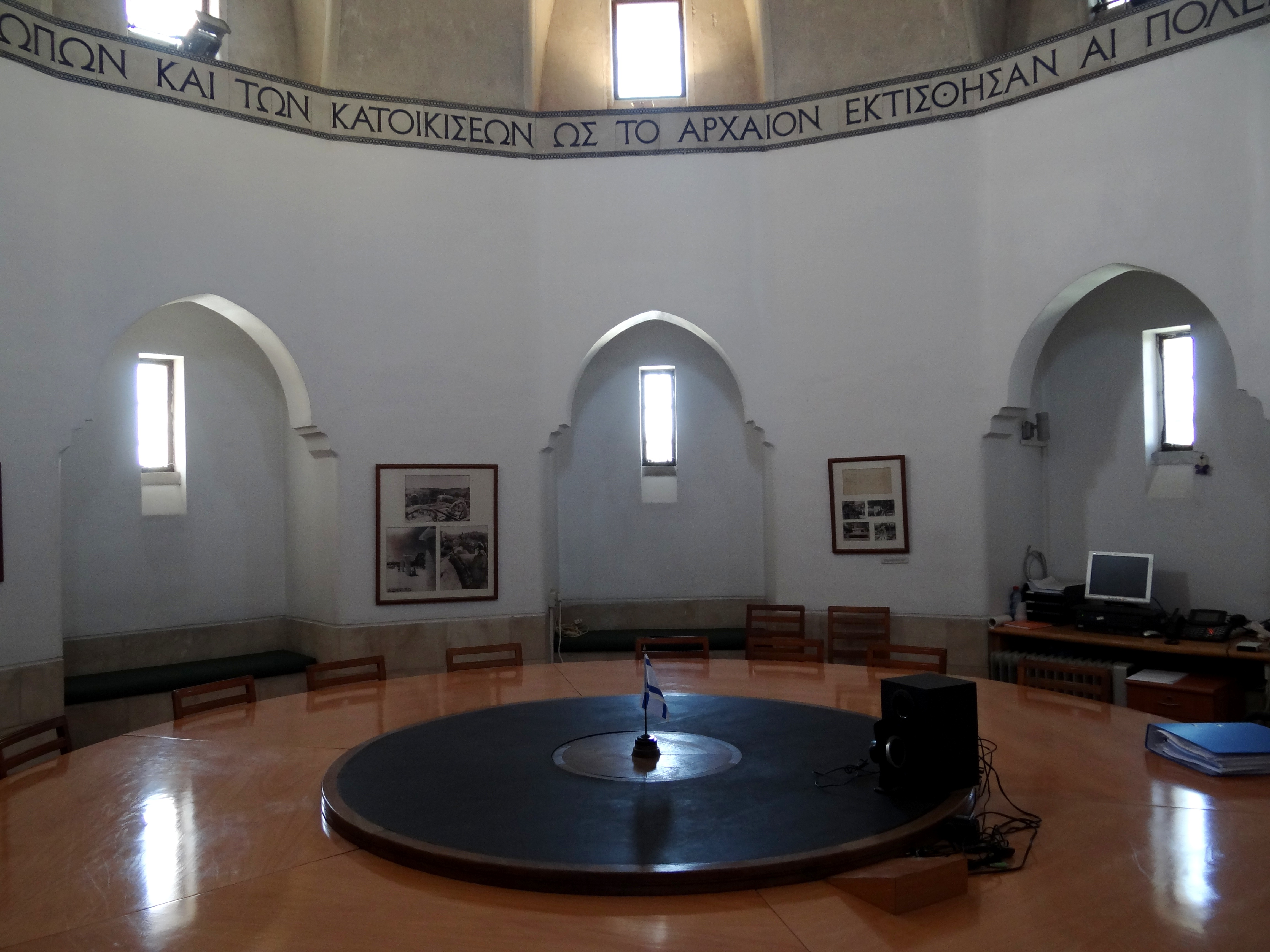
Sala de conferencias del Museo.

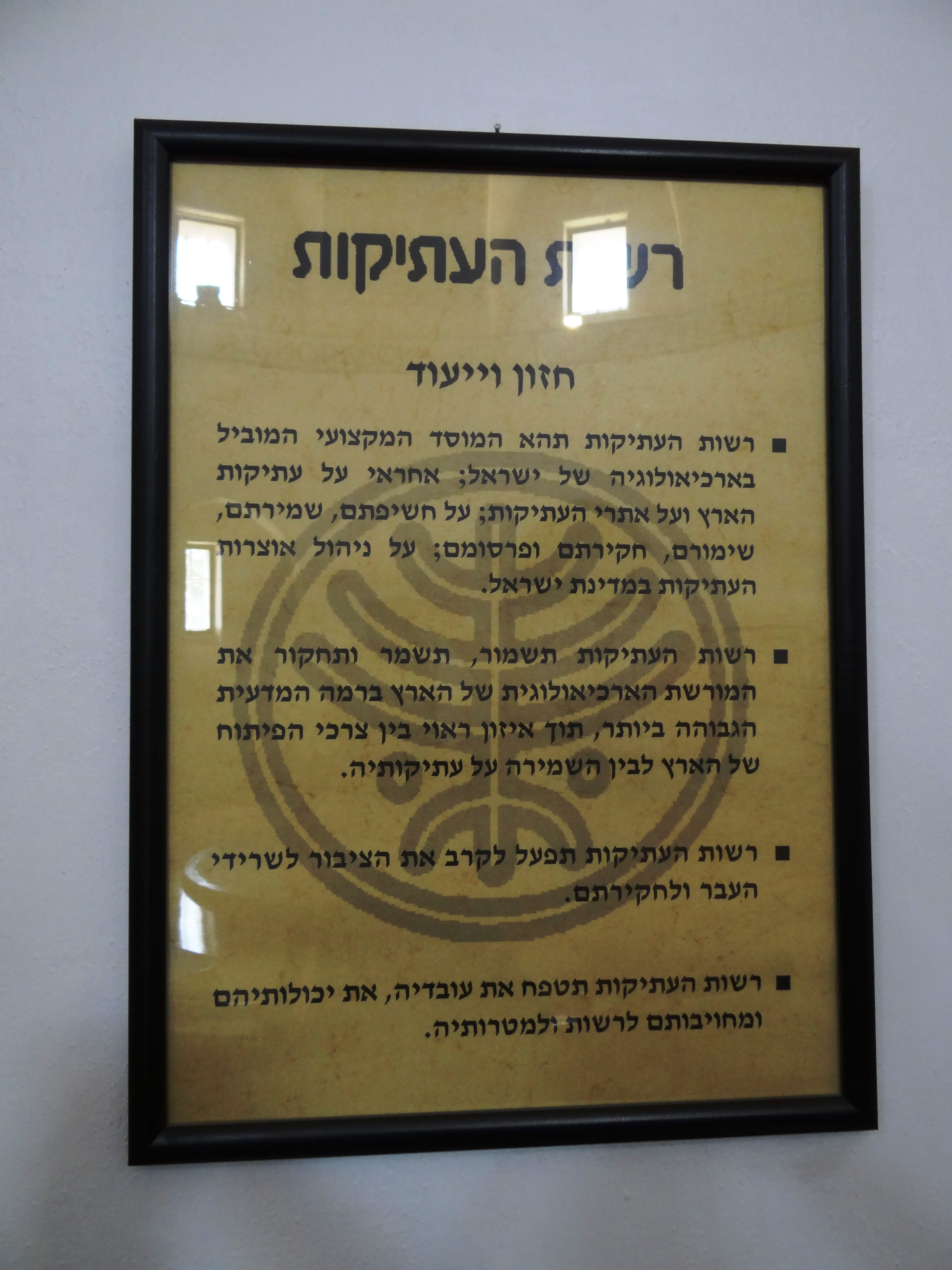
Misión y visión (חזון וייעוד).
Uno de los estatutos de la Autoridad de antigüedades de Israel.

#### Sala de reuniones
Una sala de reuniones octogonal, junto a la oficina del director, es única entre las salas del ala administrativa. La pared exterior de la sala es circular que, desde el exterior, se asemeja a una torre de vigilancia. La sala está dirigida principalmente a las reuniones del Consejo Asesor Arqueológico. Un nicho en cada uno de los ocho lados contiene asientos, el espacio para los auditores que asisten a las reuniones.
Debajo de la cúpula, a lo alto de la pared, rodeando toda la circunferencia del salón, hay una inscripción sobre azulejos de cerámica escrita en griego que contiene el primer uso conocido de la palabra "arqueología" -el estudio de la antigüedad. Se trata de una cita de Platón, narrando una conversación entre el filósofo griego del siglo V Sócrates con Hipias, su alumno. Al preguntarle Sócrates a Hipias lo que a la gente le gusta oír hablar en sus discursos, este responde:

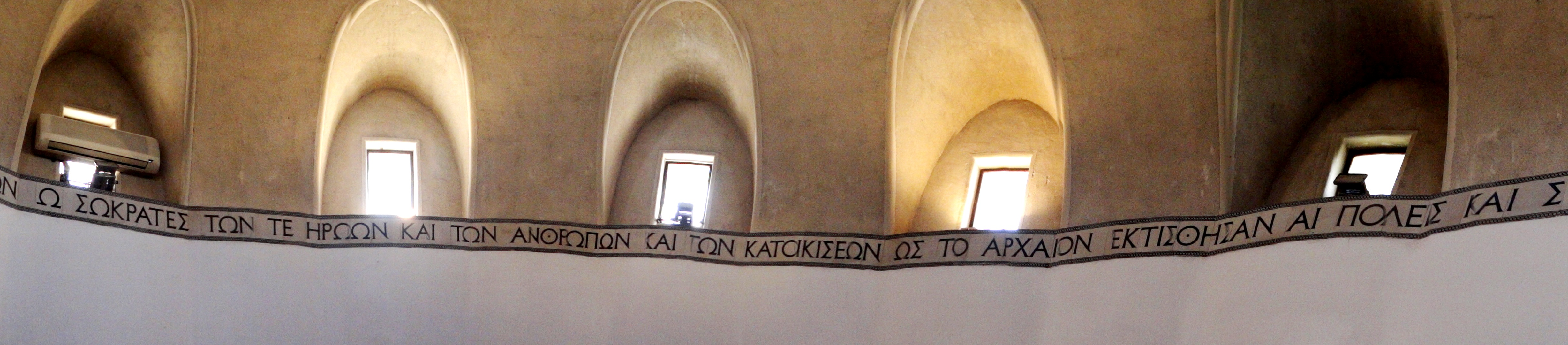
Inscripción que circunvala la sala de reuniones del Museo Rockefeller, donde es escrito el diálogo entre Sócrates e Hipias El epigrama fue dispuesto sobre azulejos por el arquitecto del museo durante su construcción.

Escuchan con gusto lo referente a los linajes, los de los héroes y los de los hombres, Sócrates, y lo referente a las fundaciones de ciudades, cómo se construyeron antiguamente y, en suma, todos los relatos de cosas antiguas, hasta el punto de que yo mismo he tenido que estudiar y practicar a fondo todos estos temas.
Platón, Hipias Mayor, diálogo entre Sócrates e Hipias, 285d

#### Patio central

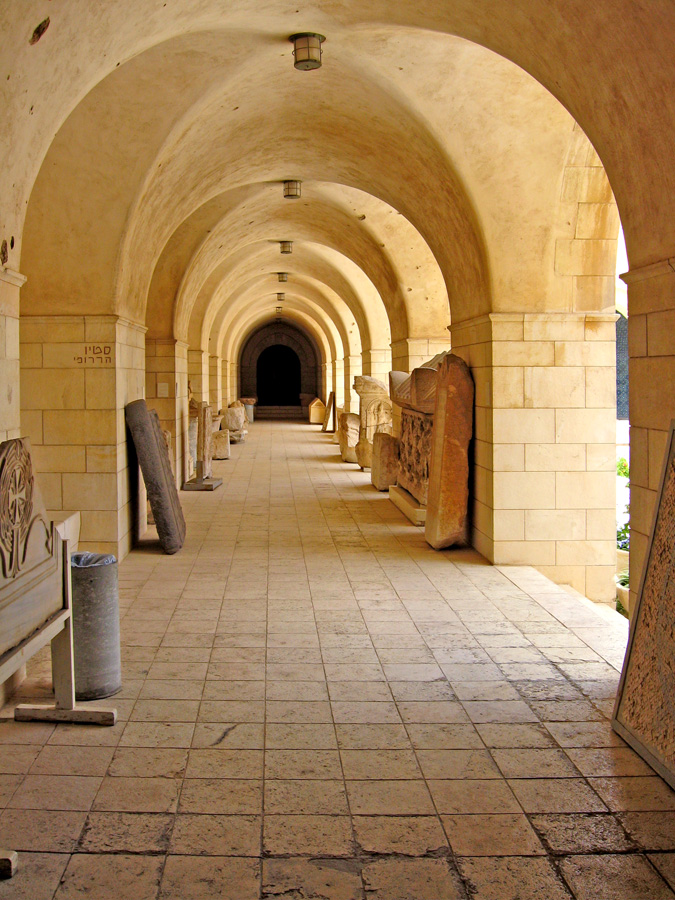
Corredor bajo la arcada que bordea el patio central.

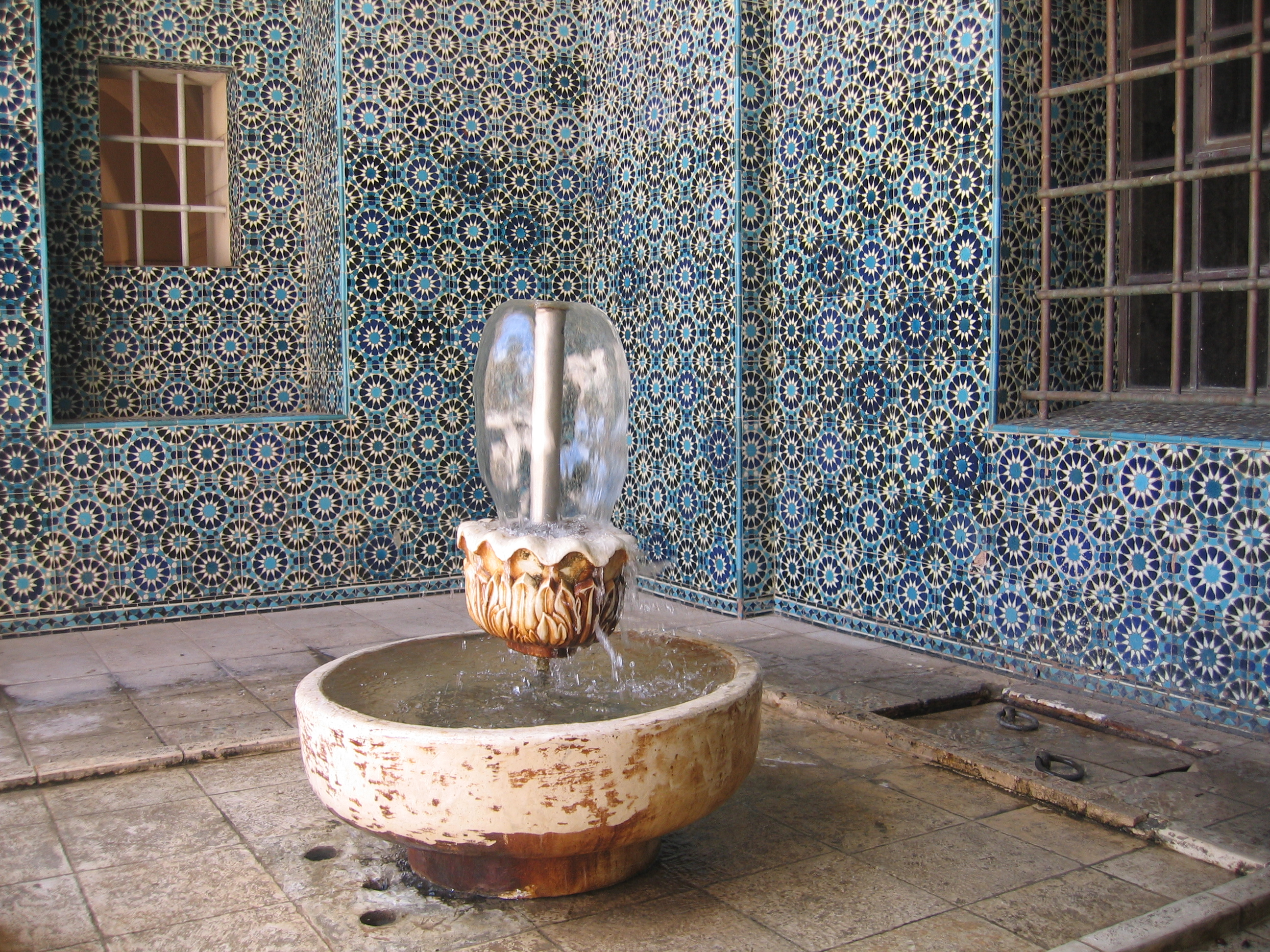
Pequeña fuente en uno de los extremos de la alberca y los decorativos azulejos armenios

Entre las secciones más admirables del complejo se encuentra el patio central con su espejo de agua, donde originalmente lirios acuáticos flotaban en la piscina junto a coloridos peces.
El patio consta de tres niveles, con la alberca ornamental en el más bajo recibiendo el agua de grandes cisternas subterráneas en ambos extremos. Una pequeña habitación con un techo alto fue erigido en un extremo de la piscina. Sus paredes estaban cubiertas de azulejos armenios azules y blancos, realizados por el diseñador de cerámica artística, el armenio David Ohanessian, representando temas de la naturaleza.
Una pequeña fuente octogonal, cuyas aguas una vez llenado su depósito fluían a través de un estrecho canal hacia la piscina central, se encuentra en el centro del patio. La fuente fue desmantelada durante la ocupación del gobierno jordano.
El patio está rodeado por tres pórticos, separados de la piscina por una arcada de arcos de medio punto, cubierta con bóvedas de crucería. Grandes piezas se exponen bajo los arcos, entre las columnas de la arcada. Diez relieves, grabados por Eric Gill, forrar las paredes superiores de la galería a ambos lados de la piscina, representando Canaán, Egipto, Judea, Fenicia, Asiria-Babilonia-Persia, Grecia, Roma, Bizancio, el islam y las Cruzadas.
El patio central se inspiró en el Palacio de la Alhambra en Granada, construido en el siglo XIV, considerado como una de las maravillas de la arquitectura morisca de la España medieval.

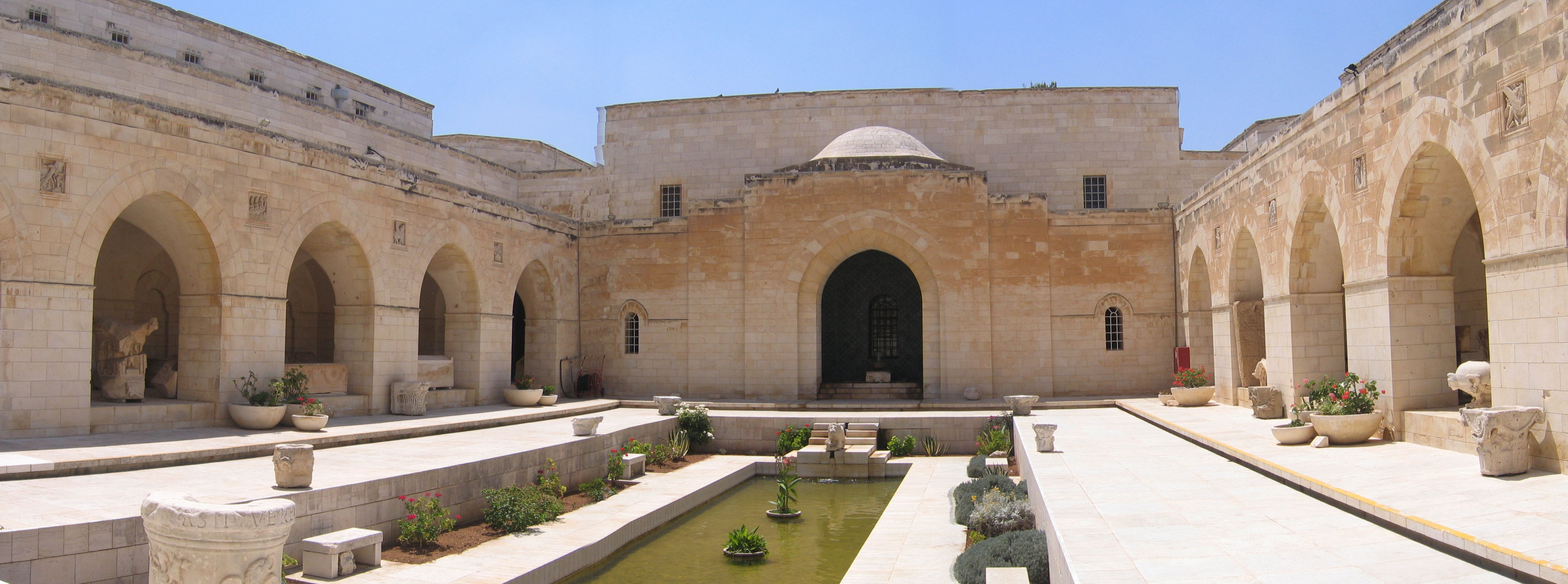
Patio central del museo.

### Salas de exhibición
Las galerías principales corren paralelas al patio central. Son amplias, altas y rectangulares; con largas ventanas a lo alto, asegurando así la luz diurna durante las horas de visita. Los techos están diseñados con medallones, al igual que los techos de la antigua Roma.
En las galerías que recorren a ambos lados del patio central, el primer director del museo, J. H. Illiffe pudo colocar las piezas en orden cronológico.
Las otras salas son un octágono al sur que contiene esculturas e inscripciones de Beit Shean; y al oeste una sala de exhibición de escultura en estuco del palacio de Hisham en Jericó.

## Biblioteca
1935-1948
Aparte del fondo museístico, el museo dispone de una biblioteca constituida en 1935 con libros procedentes de la librería de la Escuela Británica de Arqueología y del Departamento de Antigüedades del Mandato Británico. Gracias a una donación de aproximadamente 50.000 dólares, se ampliaron las áreas de pericia, se compraron libros antiguos de alto valor y la biblioteca del Museo Rockefeller se convirtió en la primera biblioteca arqueológica de Oriente Medio.
Durante este período el uso de la biblioteca estaba restringido a los arqueólogos, investigadores en campos relacionados y estudiantes. A los usuarios se emitía una tarjeta de usuario que se renovaba anualmente. En 1937 ya existía la cooperación mutua entre la biblioteca arqueológica y la "Biblioteca Nacional Judía y Universitaria" (actual Biblioteca Nacional de Israel, a la que se le enviaba una copia del catálogo usuarios.
En 1948, la biblioteca ya contaba con unos 17.000 volúmenes.
1948-1967
Con la caída de Jerusalén Este en manos de la Legión Árabe en 1948, Jerusalén Oeste y el "Departamento de Antigüedades de Israel" se quedaron sin una biblioteca arqueológica importante.
Entre 1948 y 1967 la nueva biblioteca arqueológica, que comenzó con sólo un centenar de volúmenes y un catálogo central de las bibliotecas privadas de Jerusalén, que fue confeccionado antes del sitio, y se estableció el "Departamento de Antigüedades" y después el "Departamento de Antigüedades y Museos". Con los años esta biblioteca creció hasta incluir unos 12.000 volúmenes y alrededor de 300 publicaciones periódicas, la mitad de ellas recibidas a cambio de copias de "Atikot" y otras publicaciones impresas en el país. Este intercambio de publicaciones continúa hasta nuestros días y casi 200 instituciones participan en este acuerdo.
1967 hasta la actualidad
Tras la Guerra de los Seis Días en 1967 y la anexión de Jerusalén Este por Israel en 1980, la biblioteca del "Departamento de Antigüedades y Museos", regresó al Museo Rockefeller y se fusionó con la biblioteca del Mandato, que no había recogido nuevos volúmenes durante todo el período de separación.
A finales de la década de 1980 la biblioteca recibió los libros del legado del Dr. Richard Barnett, de Londres, que fue el guardián de las antigüedades asiáticas occidentales en el Museo Británico y del Dr. Fritz Berger, de Netanya, que trabajó durante muchos años en el "Departamento", como un guardia e inspector de. Desde 1993 la biblioteca está equipada con un sistema de catálogo informatizado.
Hoy en día la biblioteca alberga la colección más antigua y más extensa de las publicaciones sobre la arqueología de la Tierra de Israel. Las áreas de especialización de la biblioteca de especialidad incluyen: informes de las excavaciones arqueológicas en la Tierra de Israel y los países vecinos, entre ellos el antiguo Cercano Oriente, Egipto, Anatolia, el mundo en torno a los mares Mediterráneo y Negro, el arte antiguo, numismática, historia antigua, las fuentes históricas, informes de peregrinos; epigrafía, glíptica, etc. Hay más de 25.000 volúmenes y reportes arqueológicos; y más de 1000 publicaciones periódicas en diferentes colecciones de la biblioteca. La cantidad de títulos de la biblioteca son más de 100.000. La importancia de la biblioteca ha crecido con la informatización en más de 70.000 artículos y su clasificación analítica.
Los manuscritos del Mar Muerto que guardaba el museo fueron trasladados a la parte occidental de Jerusalén y se conservan desde finales del siglo XX en el Santuario del Libro, una dependencia del Museo de Israel. El Departamento de Antigüedades de la Autoridad Palestina reclama su restitución al museo Rockefeller, un museo que por su historia consideran como el museo nacional de Palestina.

## Colecciones

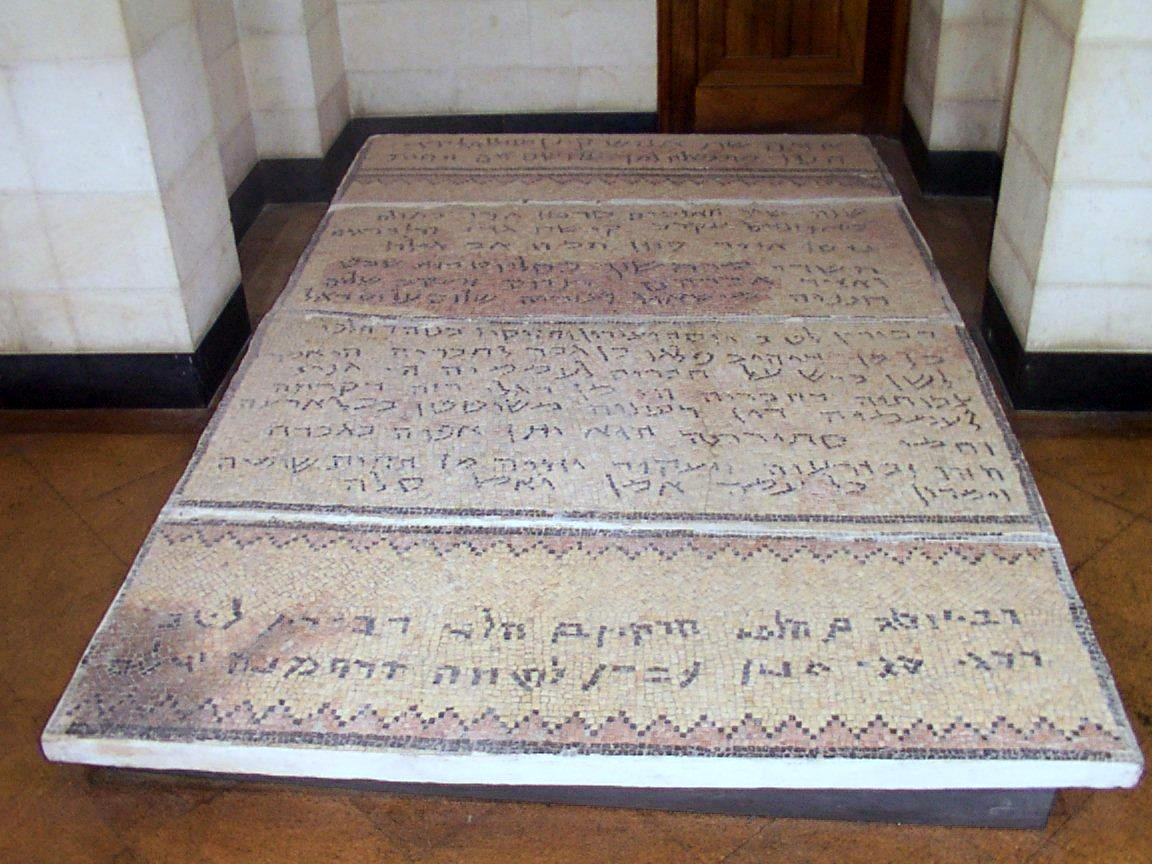
Mosaico descubierto en una antigua sinagoga de Ein Gedi.

El primer curador del museo fue John H. Iliffe, quien organizó los hallazgos en orden cronológico, a partir de dos millones de años hasta 1700. Entre las más preciadas posesiones del museo se encuentran unas puertas y unos paneles de madera de cedro tallada de la Mezquita de Al-Aqsa del siglo VIII, y un elaborado y tallado dintel de mármol de la Iglesia del Santo Sepulcro del siglo XII, que data de la época de los cruzados. La mayor parte de la colección se compone de los hallazgos de los años 1920 y 1930.
Entre lo expuesto se incluye un mosaico de la época talmúdica del siglo VI, descubierto en una antigua sinagoga de Ein Gedi, un oasis cerca del Mar Muerto, y conocido por la industria del excepcional perfume de bálsamo, con una inscripción en judeo-arameo que dice: "Cualquier persona que descuide a su familia, incitará conflictos, le robarán la casa, lo calumniaran sus amigos o revelará el secreto del bálsamo de Ein Gedi y será maldito".
El museo expone sus adquisiciones especiales en galerías más pequeñas, como la que es dedicada a unos elementos decorativos de estuco que provienen de la casa de baños del palacio del califa omeya Hisham, que se encuentra en las afueras de la ciudad de Jericó.

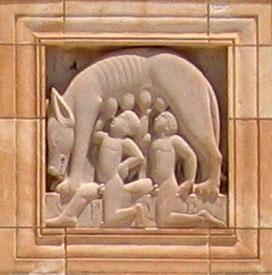
Rómulo y Remo (1934). Parte de las "Diez Tribus" por Eric Gill. La cultura romana en los motivos decorativos en piedra de las paredes del museo.
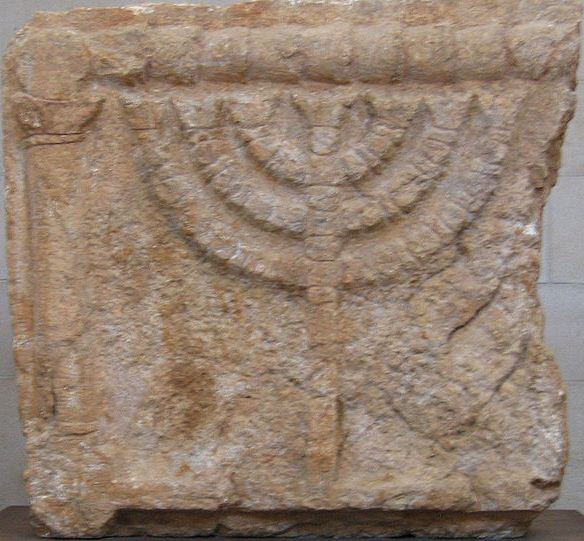
Dintel de piedra tallada con la Menorá, de la Sinagoga de Estemoa, siglo III o IV.
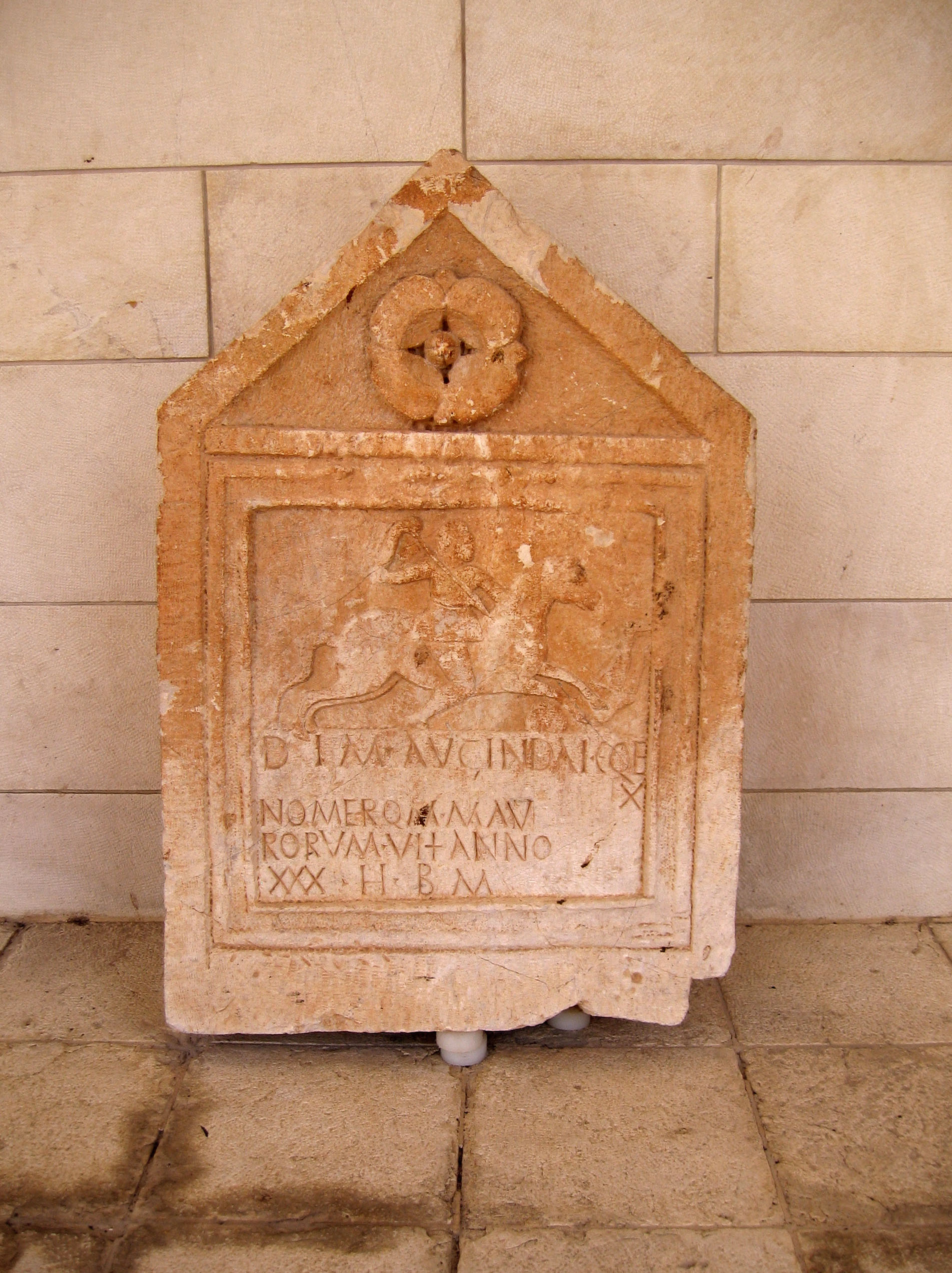
Tumba de Nablus, del siglo II o III.
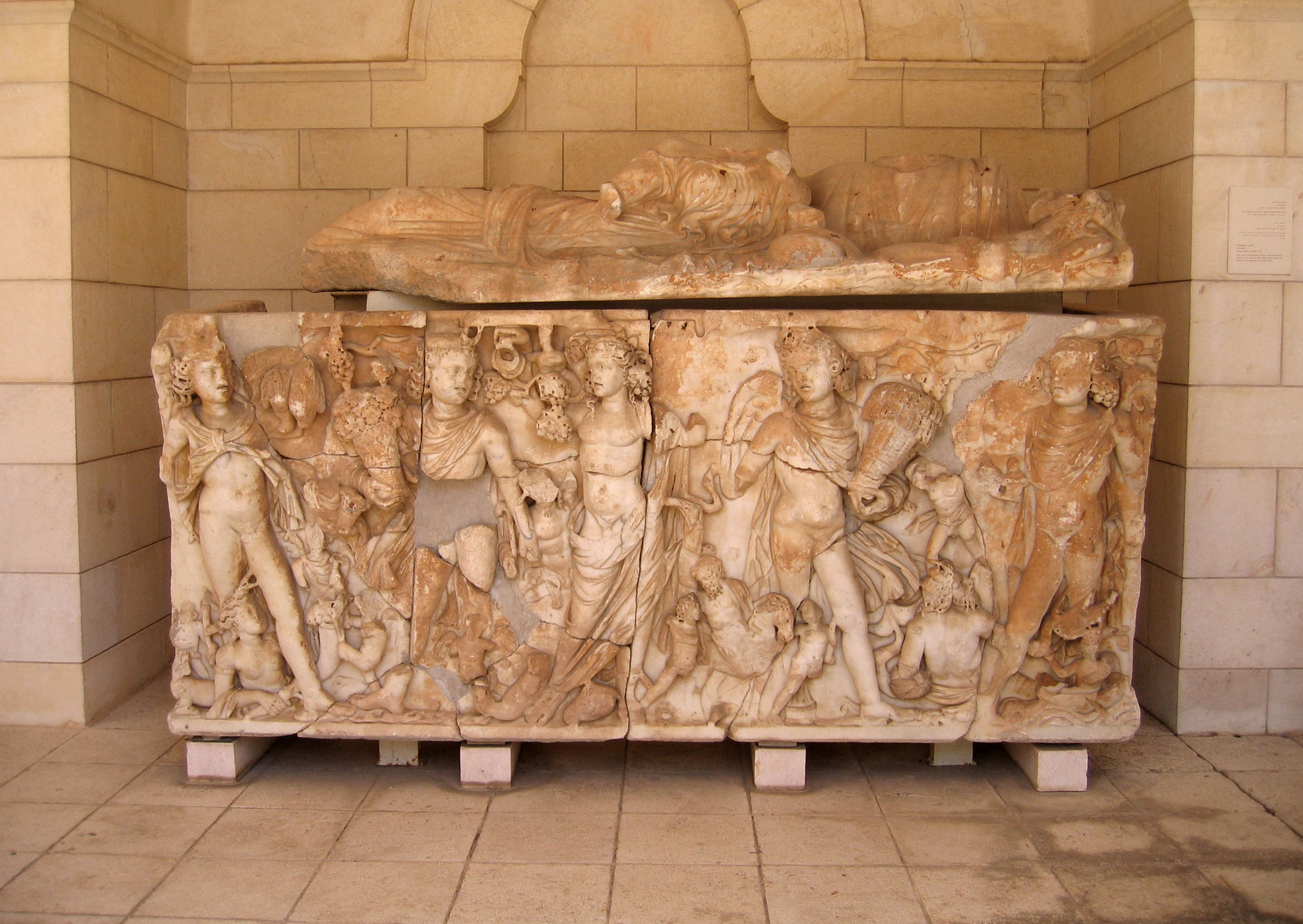
Sarcófago de Tel Turmus, siglo III, con Dioniso entre las temporadas del año. La tapa lleva la imagen del difunto y su esposa.